# Pampaneira
Pampaneira es un municipio y localidad española de la provincia de Granada, en la comunidad autónoma de Andalucía. Ubicado en la comarca de La Alpujarra, cuenta con una población de 314 habitantes (INE 2024).
Desde el año 2013 Pampaneira forma parte de la asociación Los Pueblos Más Bonitos de España, siendo uno de los 14 pueblos que la iniciaron, siendo también el primer pueblo en acceder a esta asociación en la provincia de Granada.

## Toponimia
El topónimo de la localidad se escribía anteriormente en español con la grafía Pampaneyra, actualmente en desuso y desaconsejada por la RAE por su carácter arcaizante.

## Historia
Cuando el Reino de Granada se rindió a los Reyes Católicos, muchos de sus habitantes se refugiaron en las Alpujarras y siguieron durante casi ochenta años con sus costumbres, su religión y su lengua. Eran los moriscos granadinos, que aguantaron en sus escarpadas montañas, hasta que Don Juan de Austria, enviado especial del rey Felipe II, acabó con la violenta guerra que existía.
El despoblamiento posterior fue bastante generalizado y hubo que repoblar las tierras alpujarreñas con gentes provenientes del reino de Castilla, incluida la baja Andalucía. El topónimo de Pampaneira, al igual que otros de las Alpujarras terminados en "eira" proceden del romance andalusí o mozárabe, y ya existían antes de la conquista castellana.

## Geografía

### Ubicación

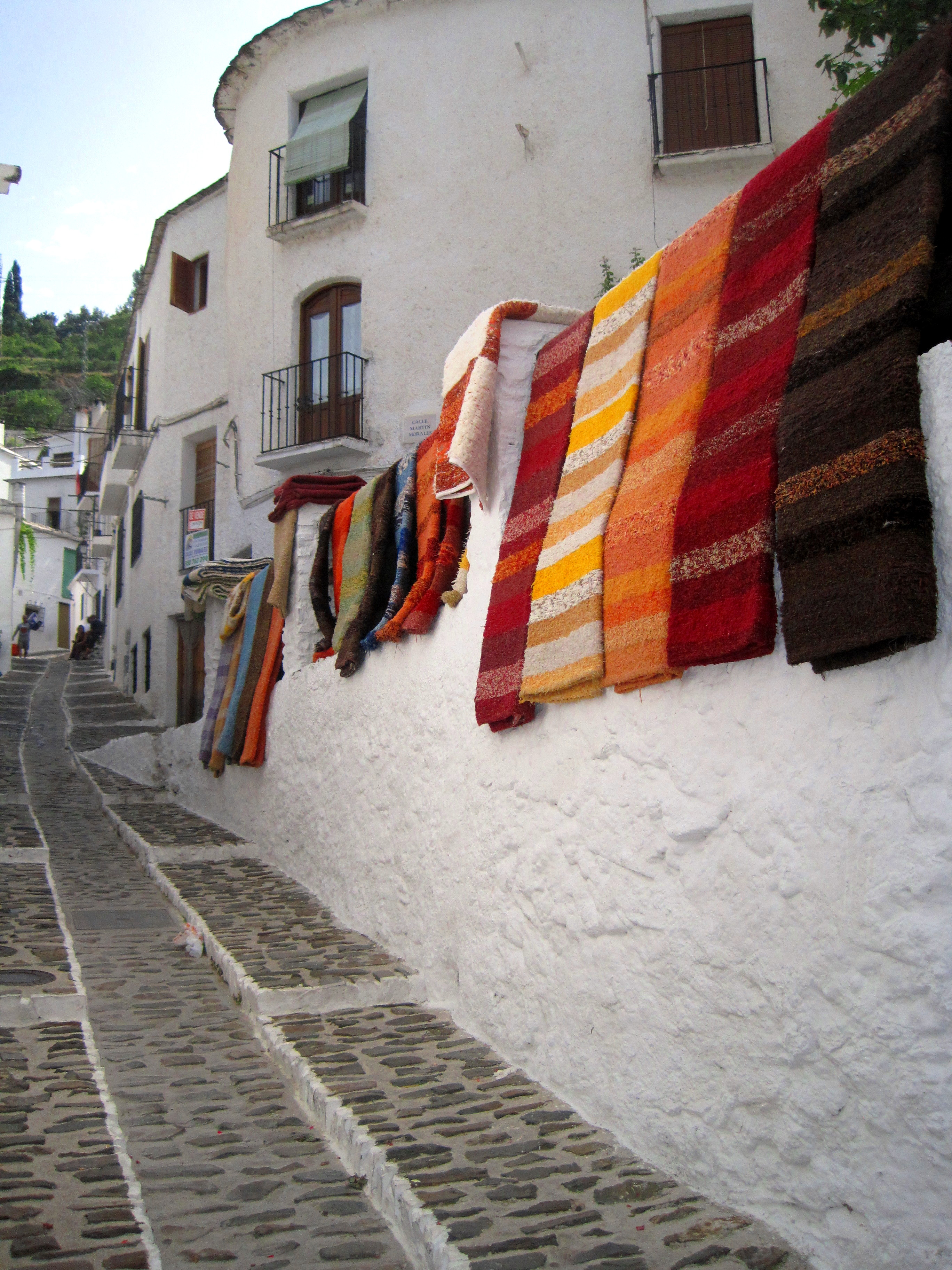
Calle de Pampaneira

La localidad está situada en pleno barranco de Poqueira, en la parte centro-occidental de la Alpujarra Granadina, a unos 66 km de la capital provincial. Limita con los municipios de Bubión, Capileira, La Taha, Órgiva, Carataunas y Soportújar. Gran parte de su término municipal pertenece al parque nacional de Sierra Nevada y al Conjunto Histórico del Barranco de Poqueira.

### Clima
Pampaneira posee un clima mediterráneo continentalizado debido a la altitud a la que se encuentra (más de 1000 m) y por estar en las faldas de Sierra Nevada (3482 m). Eso hace que tenga inviernos fríos, donde no es raro que nieve ni que haya heladas, y veranos un poco cálidos, con máximas extremas por encima de los 35 grados pero por debajo de los 40 grados. Las temperaturas son suavizadas por la cercanía del mar Mediterráneo.
Las precipitaciones son variables e incluso abundantes, con periodo de sequía en verano y gota fría en otoño.

## Demografía
Pampaneira cuenta con una población de 314 habitantes (INE 2024).
| Gráfica de evolución demográfica de Pampaneira entre 1857 y 2021 |
| |
| Población de derecho según los censos de población del INE Población de hecho según los censos de población del INEEn 1857 aparece este municipio porque se segrega del municipio Barranco de Poqueira |

## Economía

### Evolución de la deuda viva municipal
| Gráfica de evolución de Deuda viva del Ayuntamiento de Pampaneira entre 2008 y 2019                                |
| |
| Deuda viva del Ayuntamiento de Pampaneira en miles de Euros según datos del Ministerio de Hacienda y Ad. Públicas. |

## Administración y política
Los resultados en Pampaneira de las elecciones municipales de mayo de 2011 fueron:
| Elecciones Municipales - Pampaneira (2011) | Elecciones Municipales - Pampaneira (2011) | Elecciones Municipales - Pampaneira (2011) | Elecciones Municipales - Pampaneira (2011) | Elecciones Municipales - Pampaneira (2011) |
| Partido político                           | Partido político                           | Votos                                      | Votos                                      | Concejales                                 |
| ------------------------------------------ | ------------------------------------------ | ------------------------------------------ | ------------------------------------------ | ------------------------------------------ |
|                                            | [Partido Socialista Obrero Español (PSOE)  | 189                                        | 85,52 %                                    | 6                                          |
|                                            | Partido Popular (PP)                       | 28                                         | 12,67 %                                    | 1                                          |

Los resultados en Pampaneira de las elecciones municipales de mayo de 2015 fueron:
| Elecciones Municipales - Pampaneira (2015) | Elecciones Municipales - Pampaneira (2015) | Elecciones Municipales - Pampaneira (2015) | Elecciones Municipales - Pampaneira (2015) | Elecciones Municipales - Pampaneira (2015) |
| Partido político                           | Partido político                           | Votos                                      | Votos                                      | Concejales                                 |
| ------------------------------------------ | ------------------------------------------ | ------------------------------------------ | ------------------------------------------ | ------------------------------------------ |
|                                            | Partido Socialista Obrero Español (PSOE)   | 181                                        | 79,74 %                                    | 6                                          |
|                                            | Partido Popular (PP)                       | 40                                         | 17,62 %                                    | 1                                          |

Los resultados en Pampaneira de las elecciones municipales de mayo de 2019 fueron:
| Elecciones Municipales - Pampaneira (2019) | Elecciones Municipales - Pampaneira (2019) | Elecciones Municipales - Pampaneira (2019) | Elecciones Municipales - Pampaneira (2019) | Elecciones Municipales - Pampaneira (2019) |
| Partido político                           | Partido político                           | Votos                                      | Votos                                      | Concejales                                 |
| ------------------------------------------ | ------------------------------------------ | ------------------------------------------ | ------------------------------------------ | ------------------------------------------ |
|                                            | Partido Socialista Obrero Español (PSOE)   | 181                                        | 84,19 %                                    | 6                                          |
|                                            | Partido Popular (PP)                       | 27                                         | 12,56 %                                    | 1                                          |

Los resultados en Pampaneira de las elecciones municipales de mayo de 2023 fueron:
| Elecciones Municipales - Pampaneira (2023) | Elecciones Municipales - Pampaneira (2023) | Elecciones Municipales - Pampaneira (2023) | Elecciones Municipales - Pampaneira (2023) | Elecciones Municipales - Pampaneira (2023) |
| Partido político                           | Partido político                           | Votos                                      | Votos                                      | Concejales                                 |
| ------------------------------------------ | ------------------------------------------ | ------------------------------------------ | ------------------------------------------ | ------------------------------------------ |
|                                            | Partido Socialista Obrero Español (PSOE)   | 191                                        | 87,61 %                                    | 7                                          |
|                                            | Partido Popular (PP)                       | 25                                         | 11,46 %                                    | 0                                          |

## Fiestas
Entierro de la zorra. El día de la Santa Cruz culmina con esta tradición. La zorra es una especie de muñeco que se hace con papel o pieles y se rellena y ajusta con cohetes. Mientras suena la música y se escuchan los cánticos, se pasea por todo el pueblo, hasta que llega al lugar donde va a ser quemada. Esta costumbre también pone el broche final a las fiestas de agosto.